# Затеречный район
Затеречный район (осет. Терчыфалейы район) — один из четырёх внутригородских районов Владикавказа (Республика Северная Осетия-Алания, Россия).

## География
Занимает юго-западную часть города. Затеречному району также подчинены прилегающие территории, простирающиеся вдоль реки Терека до границы с Грузией и включающие 5 сельских населённых пунктов:
| № | Населённый пункт | Тип нп | Население |
| - | ---------------- | ------ | --------- |
| 1 | Балта            | село   | ↘641      |
| 2 | Верхний Ларс     | село   | ↗10       |
| 3 | Нижний Ларс      | село   | ↘103      |
| 4 | Чми              | село   | ↗491      |
| 5 | Эзми             | село   | ↘172      |

## Население
| 2002    | 2009    | 2010    | 2011    | 2012    | 2013    | 2014    |
| ------- | ------- | ------- | ------- | ------- | ------- | ------- |
| 73 161  | ↘72 037 | ↗72 520 | ↗72 526 | ↗72 572 | ↗72 791 | ↘72 613 |
| 2015    | 2016    | 2017    | 2018    | 2019    | 2020    | 2021    |
| ↗72 838 | ↘72 647 | ↘72 413 | ↘72 149 | ↘71 790 | ↘71 473 | ↘69 207 |
| 2023    | 2024    | 2025    |         |         |         |         |
| ↘68 592 | ↘68 224 | ↗68 409 |         |         |         |         |

Население района без учёта подчинённых ему сельских населённых пунктов составляет 68 409 человек (2025 год). В 5 сёлах проживает 1424 человек (2025 год).

## История
Указом Президиума Верховного Совета РСФСР от 10 июля 1962 года в г. Орджоникидзе (ныне Владикавказ) были образованы 2 Ленинский и Промышленный районы, а к 1977 году был выделен новый, Советский район, который в 1990-е годы был разделён на Затеречный и Северо-Западный районы.